# اپرا کراکوفسکا
اپرا کراکوفسکا (لهستانی: Opera Krakowska) یا سالن اپرای کراکوف در سال ۱۹۵۴ میلادی و در دوران پس از جنگ بنیان نهاده شد. تاریخچه و سنت اپرا در شهر کراکوف به سال ۱۶۲۸ میلادی با انتشار نخستین لیبرتو به زبان لهستانی بر می‌گردد و پس از آن در مارس ۱۷۸۲ میلادی، نخستین خانهٔ اپرا در این شهر بنا شد.
سالن اپرای کراکوف هر سال، میزبان بیش از ۲۰۰ اجرای اپرا، اپرت، رقص باله و تئاتر موزیکال است و میزان پُرشدن صندلی‌هایش در این اجراها، ۹۸٪ است. رپرتوارهای این سالن شامل آثار اپرایی کلاسیک بین‌المللی و لهستانی است و آنرا به یکی از برجسته‌ترین سال‌های اپرای لهستان مبدل ساخته‌است. از طراحان صحنهٔ مشهور که در این مکان کار کرده‌اند می توان به تادئوش کانتور و کریستینا زاخفاتوویچ اشاره نمود.